# 쓰와노정

쓰와노정의 풍경

쓰와노정(일본어: 津和野町)은 일본 시마네현 서부 가노아시군에 있는 정이다.
메이지 유신 이전에는 쓰와노번 가메이씨의 성시(조카마치)로 산간의 작은 분지에 퍼져 있는 상점가는 "작은 교토"로 불린다. 또 주일 미군 기지가 있는 이와쿠니시에서도 차로 방문할 수 있기 때문에 기지 직원이나 미군 병사 등 외국인 관광객도 비교적 많이 볼 수 있다.
2005년 9월 25일에 인접하던 니치하라정과 합병(신설 합병)해 새로운 쓰와노정이 되었다. 정사무소는 합병 전 니치하라정 사무소에 놓이게 되었다.

## 인접한 자치체
- 시마네현
  - 마스다시
  - 가노아시군 요시카정

- 야마구치현
  - 야마구치시
  - 하기시

## 역사
- 1295년 - 산본마쓰성(쓰와노성)의 축성이 시작되었다.
- 1324년 - 산본마쓰성이 완성되었다.
- 1601년 - 사카자키 나오모리가 3만 석으로 입봉하여 초대 쓰와노 지방 영주가 되었다.
- 1617년 - 시카노 성주 가메이 마사노리가 4만 3천 석으로 입성하였다.
- 1889년 4월 1일 - 정촌제 시행과 함께 가노아시군 쓰와노정이 성립하였다.
- 1955년 1월 10일 - 가노아시군 쓰와노정·아키사코촌·기베촌, 오가와촌의 일부가 합병해 가노아시군 쓰와정이 성립하였다.
- 2005년 9월 25일 - 가노아시군 쓰와노정·니시하라정이 합병해 현재의 쓰와노정이 성립하였다.

## 교통

### 철도
- 서일본 여객철도 야마구치선

### 도로
- 국도 9호선
- 국도 187호선